# Ladston do Nascimento
Ladston do Nascimento Fassy (Belo Horizonte, 10 de agosto de 1958) é um cantor, compositor e arranjador brasileiro. 

## Discografia
- Vida (1991), (lançado apenas em vinil, independente)
- Anjim Barroco (1998)
- Voice of the Heart (2000), (álbum "Anjim Barroco" relançado para o mercado norte americano em 2000, segundo a conceituada revista Jazztimes o álbum ficou entre os melhores laçamentos do ano de 2000 nos Estados Unidos)
- A Voz do Coração (2003), (álbum "Anjim Barroco", reedição)
- Simbora, João! (2003), (participação especial de Edu Lobo)
- Lugarzim (2011)

## Compilação
- Jazz Brazilia: New Wave Acoustic Jazz And Beyond (2001)
- Brazil 500: Bossa, Samba And Beyond (2001)